# Мій герой — це ти
«Мій герой — це ти» — дитяча книжка оповідань, розроблена Референтною групою з питань психічного здоров'я та психосоціальної підтримки в умовах надзвичайних ситуацій Міжвідомчого постійного комітету (МПК), яка має на меті підтримати дітей молодшого віку в подоланні стресів та занепокоєння, пов'язаних з пандемією COVID-19. Всесвітня організація охорони здоров'я офіційно представила книгу 9 квітня 2020 року. Вона перебуває у вільному доступі, її можна переглянути онлайн.

## Передісторія
Проєкт підтримали глобальні, регіональні та національні експерти з агенцій-членів РГ ПЗПСП МПК, а також батьки, опікуни, вчителі та діти у 104 країнах світу. Глобальне опитування поширили арабською, англійською, італійською, французькою та іспанською мовами з метою оцінки психічного здоров'я та психосоціальних потреб дітей під час пандемії COVID-19. На основі результатів опитування складено перелік тем для розповіді. Книгу поширили через сторітелінг серед дітей у кількох країнах, що постраждали від COVID-19. Відгуки дітей, батьків та опікунів використали для перегляду та оновлення історії. Понад 1700 дітей, батьків, опікунів та вчителів з усього світу зробили свій внесок, поділившись тим, як вони справляються з пандемією COVID-19.

## Переклади та адаптації
На сьогодні в інтернеті опубліковано переклади більш ніж 135 мовами. Неурядові організації, міжнародні організації, університети та уряди створили адаптації похідних продуктів у різних форматах та різними мовами. Повість адаптована до аудіофайлів, фільмів на YouTube, транскрипцій шрифтом Брайля, радіопередач та навчальних матеріалів.